# フルダブリュック
フルダブリュック (ドイツ語: Fuldabrück) は、ドイツ連邦共和国ヘッセン州カッセル郡に属す町村（以下、本項では便宜上「町」と記述する）である。フルダブリュックは、デンハウゼン、ディッタースハウゼン、デルンハーゲン、ベルクスハウゼンの4つの地区を有する。

## 地理

### 位置
この町はヘッセン州北部、カッセルの南の市境に接し、ゼーレ丘陵の（北）西斜面に位置する。大部分がマイスナー＝カウフンガー・ヴァルト自然公園に属し、町域の多く部分がフルダ川に面している。フルダ川はデンハウゼン、ディッタースハウゼン、ベルクスハウゼンの各地区を流れている。

### 隣接する市町村
フルダブリュックは、以下の5つの市町村と境を接している。
- 北西: カッセル
- 北東: ローフェルデン
- 東: ゼーレヴァルト
- 南: グックスハーゲン
- 西: バウナタール（フルダ川の対岸）

### 自治体の構成
フルダブリュックは、ベルクスハウゼン、デンハウゼン、ディッタースハウゼン、それに町役場があるデルンハーゲンの各地区からなる。

## 歴史
フルダブリュックは、1967年7月1日にデンハウゼンとディッタースハウゼンとが合併して成立した。当時の町議会はこの新しい町の名前として「フルダブリュック」を採用した。
1972年8月1日にベルクハウゼンとデルンハーゲンがフルダブリュックに合併され、新生フルダブリュックが誕生した。1972年当時の人口は、5,676人であった。

## 行政

### 町議会
フルダブリュックの町議会は、27議席からなる。

### 首長
- 1972年 - 1982年: ハインツ・ビアレッキ
- 1982年 - 2005年: ヴィルヘルム・ミュラー
- 2005年 - : ディーター・レンゲマン (SPD)

### 姉妹自治体
- ザンクト・ヨハン・イン・チロル(de:St._Johann_in_Tirol)（オーストリア、チロル州）

## 文化と見所
フルダブリュック町内西部に位置するグート・フライエンハーゲンは、ヨハン・ハインリヒ・ティシュバインの絵に描かれている。1766年に制作されたこの作品はヘッセン＝カッセル方伯の5月祭を描いたものである。その背景にフルダ川とベルクスハウゼンの教会が見られる。

## 経済と社会資本

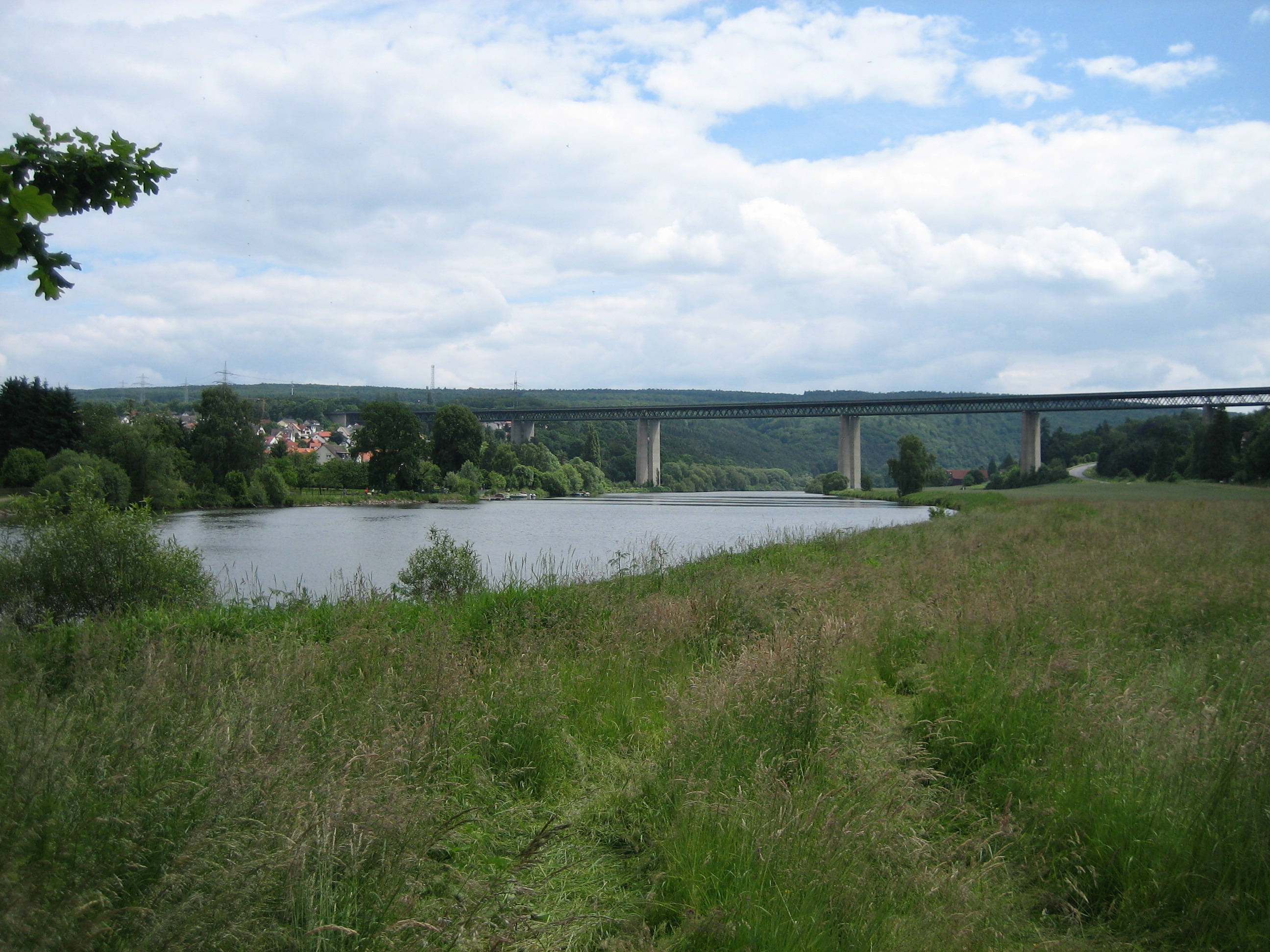
ベルクスハウゼン近郊のフルダ川に架かるアウトバーン A44号線の橋

ドイツポスト AG の郵便センターができたことにより、この町の就職市場は3500にまで拡大した。
現在、フルダブリュック＝ベルクスハウゼン、カッセル＝ヴァルダウ、レーフェルデンの3市町村の境界地域に、ドイツ鉄道 AG の4つの路線が集まる集散駅となる、広さ 84 ha の貨物輸送センター (GVZ) が建設中である。この貨物輸送センターはその敷地の 2/3 以上がフルダブリュック町内に属すことになる。

### 交通
フルダブリュックは連邦アウトバーン A7号線および A44号線に面し、A49号線のわずかに東に位置している。A7号線のグックスハーゲン・インターチェンジおよびカッセル・インターチェンジへの便が良い。連邦道B83号線もベルクスハウゼン沿いを通り、デルンハーゲン地区を通り抜けている。

## 引用
1. ↑  Hessisches Statistisches Landesamt: Bevölkerung in Hessen am 31.12.2023 (Landkreise, kreisfreie Städte und Gemeinden, Einwohnerzahlen auf Grundlage des Zensus 2011)]
2. ↑  町議会議員選挙結果